# شركة بالبوا للإنتاج
شركة بالبوا لإنتاج الأفلام الترفيهية (بالإنجليزية: Balboa Amusement Producing Company) كانت استوديو أفلام أمريكيًا تأسس في عام 1913 بمدينة لونغ بيتش بولاية كاليفورنيا. على الرغم من عمرها القصير نسبيًا، أنتجت الشركة أكثر من 1000 فيلم صامت قصير وطويل، مما جعلها واحدة من أكثر استوديوهات الأفلام نشاطًا في تلك الفترة.

## التاريخ
أسس الشركة هربرت إم. هينمان وويليام إتش. كلانسي. تم بناء استوديو بالبوا على مساحة 8.5 فدان (34,000 متر مربع) في حي سيجنال هيل بلونغ بيتش، والذي ضم منصات تصوير خارجية، ومساحات داخلية واسعة، ومرافق إنتاجية متقدمة لوقتها.
استقطبت الشركة عددًا من الممثلين والمخرجين البارزين، بمن فيهم توماس إنس، وجاكلين لوجان، وويليام دي. تايلور. كما استخدمت بالبوا الابتكار في المؤثرات الخاصة وتقنيات التصوير، وساهمت في تأسيس لونغ بيتش كموقع رئيسي لإنتاج الأفلام في أوائل القرن العشرين.

## إغلاق الشركة
بحلول عام 1918، واجهت بالبوا صعوبات مالية متزايدة بسبب المنافسة الشديدة من استوديوهات هوليوود الأخرى، إلى جانب مشكلات قانونية وإدارية. أدى ذلك إلى إغلاق الشركة وبيع أصولها. لم يتبق اليوم سوى القليل من أفلام بالبوا، حيث يُعتقد أن معظم إنتاجها قد فُقد.

## إرث
رغم قصر فترة نشاطها، تُذكر بالبوا كجزء مهم من تاريخ السينما الصامتة الأمريكية، وقد ساهمت في تطوير صناعة الأفلام في جنوب كاليفورنيا قبل أن تهيمن هوليوود بالكامل على المشهد السينمائي.